# Richard Ashcroft
Richard Paul Ashcroft (Wigan, 11 de setembro de 1971) é um cantor e compositor britânico, conhecido por sua atuação no grupo The Verve.
Em maio de 2019, Ashcroft recebeu um Ivor Novello Award por Contribuição Excepcional à Música Britânica da British Academy of Songwriters, Composers, and Authors. Chris Martin, vocalista do Coldplay, citou Ashcroft como "o melhor cantor do mundo".